# Phénomène de Loewe
Le phénomène de Loewe consiste en des changements brutaux de la vitesse d'un vent catabatique. Les vents catabatiques  peuvent en moins d'une minute passer de la force d'un ouragan au calme plat. Quelques instants plus tard, la tempête peut recommencer. Ce phénomène serait dû à un creux de pression engendré par le différentiel d'épaisseur de la couche d'air descendant et pourrait être assimilé au coup de bélier dans une canalisation. Ce phénomène est connu depuis longtemps dans les régions arctiques et antarctiques ; il est connu sous le nom de williwaw en Patagonie. Il est aussi observé partout où un vent catabatique se produit. Par exemple, le 18 novembre 1991, la vitesse du vent de Santa Ana dans le désert de Mojave est passée de 160 km/h au calme plat entre 6 heures et 8 heures.

## Principe

Vents catabatiques le long de la côte antarctique causant une polynie

Les écoulements catabatiques sont similaires aux écoulements d’eau dans les canaux. Le flux rapide arrivant dans la couche épaisse produit un effet de ressaut hydraulique. Lorsque le fluide subit une perte importante de vitesse, la surface de l'écoulement s'élève brusquement. L'énergie cinétique est transformée en énergie potentielle et en turbulence. Le flot, qui était rapide, ralentit et s'empile sur lui-même à la manière d'une onde de choc supersonique.
Le phénomène de Loewe se produit donc à un point de discontinuité de l’écoulement qui est observé sous certaines conditions d'inversion de température causant le vent catabatique :
- en amont du saut, la couche d’air froid est peu épaisse (100/500 m) et sa vitesse élevée (en haut de la pente dans l'image) ;
- en aval du saut, la couche est épaisse (>1 500 m) et la vitesse faible (près de la côte et au large sur l'image) .

Le phénomène dépend de la vitesse initiale du vent. Si cette vitesse est inférieure à la vitesse critique, aucun ressaut n'est possible. Lorsque la vitesse du liquide n'est pas nettement supérieure à la vitesse critique, la transition apparaît comme un système d'ondes. Si la vitesse du flot devient plus grande, la transition est de plus en plus abrupte, jusqu'à ce que la zone de transition se brise et s'enroule sur elle-même. Lorsque ce phénomène se produit, le ressaut apparaît et l'air dans la couche épaisse retourne en amont donnant une vitesse pratiquement nulle au point de discontinuité.

## Phénomène accessoire
Là où se produit le ressaut hydraulique, l'air s'élève comme mentionné antérieurement. En s'élevant, il se refroidit et la vapeur d'eau contenue dans l'air fini par se condenser quand l'humidité relative arrive à 100 %. Il y a donc formation d'un nuage si l'air est suffisamment humide et que le mouvement permet d'atteindre le niveau de condensation par ascension. Comme le point de discontinuité est plus ou moins fixe, il se forme alors une bande de nuages, alignée perpendiculairement aux vents et stationnaire.